# Алавідзе Георгій Єрмолайович
Георгій Єрмолайович Алавідзе (30 листопада 1903, село Ігореті, тепер Грузія — 1980, тепер Грузія) — грузинський радянський державний діяч, голова Державної планової комісії при РМ Грузинської РСР, в.о. секретаря ЦК КП(б) Грузії із паливної і енергетичної промисловості. Депутат Верховної ради Грузинської РСР 2-го скликання.

## Життєпис
З 1923 року — на комсомольській, партійній роботі у Шорапанському повіті Грузинської РСР; у ДПУ при РНК Грузинської РСР.
Член ВКП(б) з 1928 року.
У 1934 році закінчив Московський інститут інженерів водного господарства.
У 1934—1941 роках — заступник головного інженера, керуючий Грузинського відділення тресту «Гідроенергопроєкт».
1 квітня 1941 —1942 року — в.о. секретаря ЦК КП(б) Грузії із паливної і енергетичної промисловості.
У 1942—1943 роках — народний комісар комунального господарства Грузинської РСР.
У 1943—1947 роках — голова Державної планової комісії при Раді народних комісарів/Раді міністрів Грузинської РСР.
До липня 1952 року — заступник міністра м'ясної та молочної промисловості Грузинської РСР з будівництва.
З липня 1952 по 1953 рік — 1-й заступник міністра харчової промисловості Грузинської РСР.
З травня 1953 року — заступник міністра промисловості будівельних матеріалів Грузинської РСР.
У 1955 році призначений начальником будівництва «Храмхе № 2», в 1958 році — директором Тбіліського комбінату допоміжних підприємств будівельно-монтажного тресту «Сахгідроенергомшені».
У 1970—1978 роки працював заступником начальника відділу обліку витрат і планового відділу тресту «Сахгідроенергомшен».
Помер у 1980 році.

## Нагороди
- орден Вітчизняної війни ІІ ст.
- орден Трудового Червоного Прапора
- медалі
- Заслужений інженер Грузинської РСР